# سرار (حضرموت)
سرار هي إحدى قرى الجمهورية اليمنية. تتبع جغرافيا لمحافظة حضرموت و إداريًا لمديرية الريده وقصيعر. يبلغ تعداد سكانها 1611 نسمة حسب الإحصاء الذي أجري عام 2004.